# 比林山
比林山，位於台灣苗栗縣南鄉東河村與新竹縣五峰鄉桃山村交界處的一座山峰，峰頂海拔1,812公尺，屬於加里山山脈北稜線上的山峰。

## 地理

### 周邊山岳
以下為沿此山主要稜線分佈的周邊山岳：
- 沿西北轉北稜線：大窩山、鳥嘴山、鵝公髻山
- 沿南稜線：鹿場大山、北坑山

周邊山岳尚有野馬敢山（東南側）。

### 源流河川
以下為發源於此山的河川：
- 上坪溪支流（頭前溪水系）：發源於北坡
- 比林溪（中港溪水系大東河的支流）：發源於西南坡
- 爺巴堪溪支流（頭前溪水系）：發源於南南東坡

## 周邊林道及步道
- 大鹿林道